# لوريل مارتن
لوريل مارتن (بالإنجليزية: Laurel Martin) هي لاعبة هوكي الحقل أمريكية، ولدت في 8 يونيو 1969.

## وصلات خارجية
- لوريل مارتن على موقع أوليمبيديا (الإنجليزية)